# Fer Corb
Fer Corb („Wagenmann“), Sohn des Mug Corb, war nach mittelalterlichen irischen Legenden ein Hochkönig Irlands. Er erlangte die Macht, nachdem er seinen Vorgänger, Irereo, der auch seinen Vater ermordet hatte, in Ulster tötete. Er herrschte elf Jahre lang, bis er von Irereos Sohn Connla Cáem getötet wurde.  Laut der  Lebor Gabála Érenn fiel seine Herrschaft in die gleiche Zeit wie die des Ptolemaios IV. (221–205 v. Chr.). Geoffrey Keatings Chronik Foras feasa ar Éirinn datiert seine Herrschaft in den Zeitraum von 330–319 v. Chr. Die Annalen der vier Meister geben eine Herrschaftszeit von 474-463 v. Chr. an.